# Hidegkuti Nándor Stadion
Hidegkuti Nándor Stadion – stadion piłkarski w Budapeszcie (w dzielnicy Józsefváros), wybudowany w latach 2015–2016 i otwarty 13 października 2016. Jego trybuny mogą pomieścić 5014 widzów. Właścicielem obiektu jest państwo węgierskie, a jego operatorem MTK Budapeszt, rozgrywający na nim spotkania w roli gospodarza. Arena powstała w miejscu poprzedniego stadionu, funkcjonującego w tym samym miejscu w latach 1912–2015.
Wyburzanie starego stadionu MTK zakończono 31 lipca 2015. W jego miejscu następnie rozpoczęto budowę nowego obiektu. W przeciwieństwie do poprzednika, nowa arena posiada typowo piłkarski układ, bez bieżni lekkoatletycznej. Boisko względem poprzedniego zostało obrócone o 90 stopni. Takie rozwiązanie uniemożliwiło budowę trybun za bramkami, gdyż brakowało już tam na nie miejsca (teren ograniczony jest ulicami), stąd nowy stadion posiada trybuny jedynie wzdłuż boiska, a za bramkami postawiono tylko żelbetowe mury. Obrócenie obiektu dało jednak więcej miejsca na budowę prywatnych lóż, co miało zwiększyć zyski z eksploatacji stadionu. Budowa areny kosztowała 7,26 mld forintów. Inauguracja nowego obiektu odbyła się 13 października 2016, a na otwarcie gospodarze zremisowali w meczu towarzyskim ze Sportingiem Lizbona 2:2. Obiekt, podobnie jak jego poprzednik, nosi imię Nándora Hidegkutiego, byłego napastnika MTK i węgierskiej złotej jedenastki.